# Durun
Durun (také Kou nebo Bacharden, rusky Дурун, Коу nebo Бахарден) je podzemní jezero v předhůří Kopet Dagu v provincii Ahal v Turkmenistánu. Nachází se ve stejnojmenné hluboké jeskyni. Má rozlohu 3000 m². Dosahuje maximální hloubky 13 m.

## Vlastnosti vody
Voda silně zapáchá sirovodíkem. Teplota vody je 35 až 37 °C.